# Kopparmatte

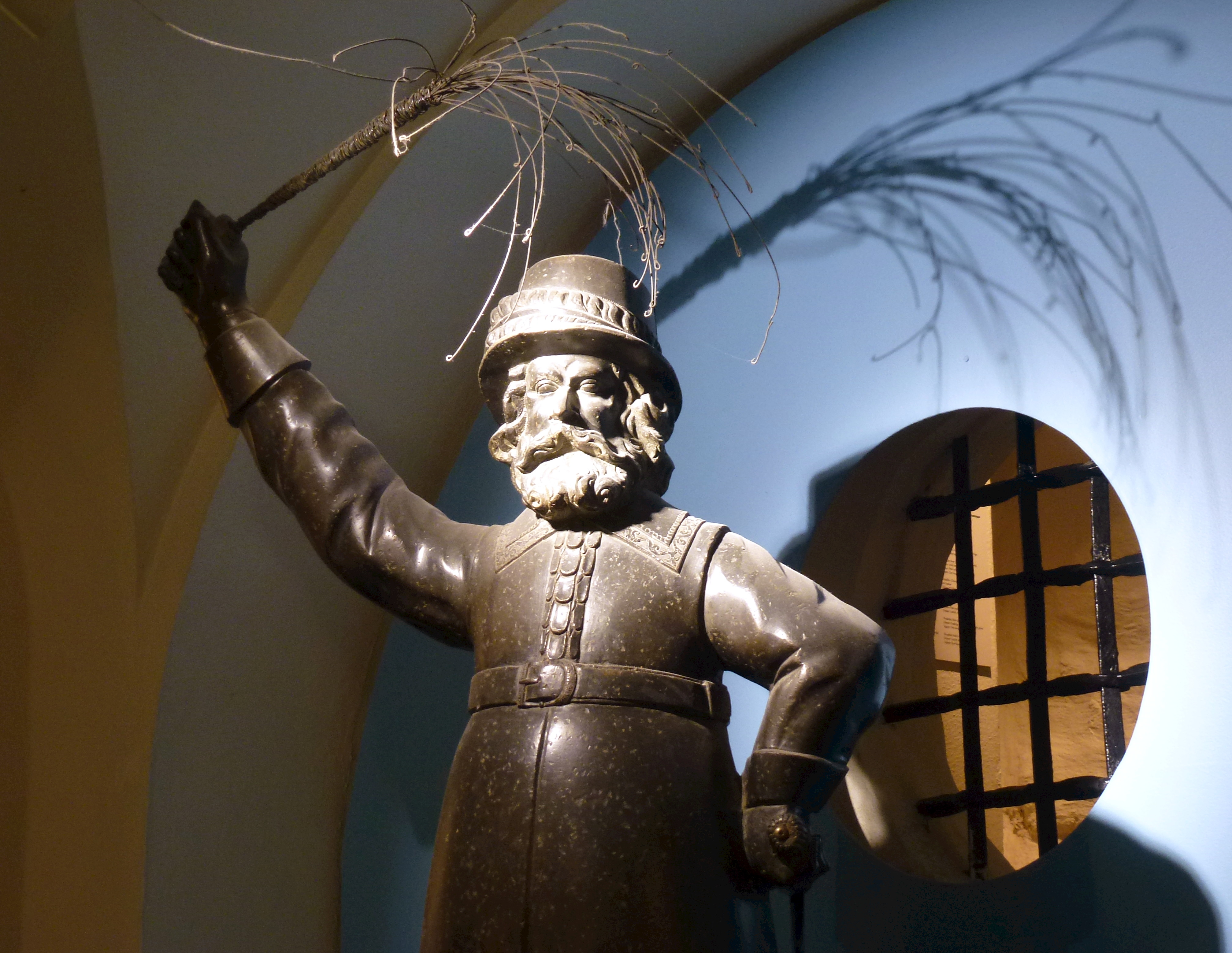
Kopparmatte i Stockholms stadsmuseum.

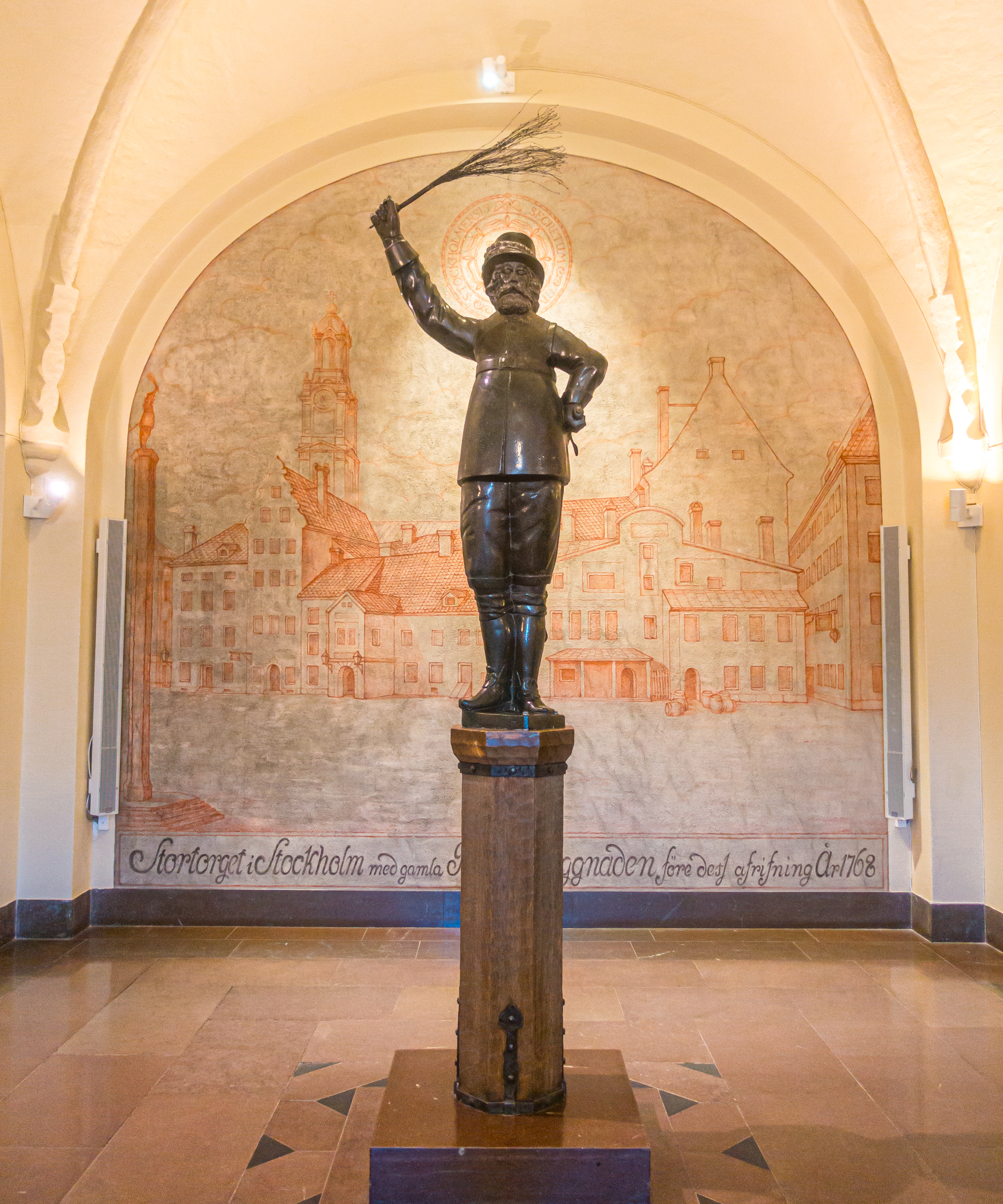
Kopparmatte i Stockholms rådhus.

Kopparmatte var en staty av koppar som från 1603 till 1776 stod ovanpå skampålen (kåken) på Stortorget i Stockholm. Skulpturen skulle fungera som varning mot att begå brott. Den bevarade skulpturen är inte den ursprungliga från 1603 utan en nyare version från 1647. 

## Historik
Den första skulpturen Kopparmatte gjordes av Marcus kopparslagare år 1603. Den ersattes över trettio år senare av en ny skulptur. 
Byggnadskollegium beslöt 1647 att "Justitien" (kåken och dithörande anordningar) skulle byggas om och att "herr Gert styckgjutare skulle gjuta och förfärdiga Justitiæbelätet af fin mässingsmalm". Den nya skulpturen föreställde en mansfigur som i sin högerhand håller ett ris som då ska beteckna spöstraffet. Den tillverkades av gjutaren Gerdt Meyer efter en modell av träskulptören Martin Redtmer och var av brons, inte av koppar som namnet antyder. 
Namnet Matte sägs komma sig av figurens likhet med dåvarande borgmästare Mathias Trost. Bland de personer som stod vid skampålen vid Kopparmatte var Sara Simonsdotter 1619 och Elsa Thomasdotter 1676.
Från Stortorget i Gamla stan flyttades Kopparmatte 1776 till Packartorget, nuvarande Norrmalmstorg, och därefter 1810 till Träsktorget, nuvarande Eriksbergsplan. Här stod han fram till maj 1833 då han störtades omkull av en stormvind och föll ned och sattes inte upp igen, fast skampålen kvarstod ännu i flera decennier.. Numera är statyn bevarad på Stockholms stadsmuseum. Det finns också en kopia i Stockholms rådhus.